# Хмельницьке (Луцький район)
Хмельни́цьке (до 1946 — Баторівка) — село в Україні, в Мар'янівській селищній громаді Луцького району Волинської області. Населення становить 266 осіб.
Перші згадки про село — 1694 р.
На хвилі антипольських настроїв у 1946 р. село було перейменоване на Хмельницьке (на честь Богдана Хмельницького).
Продовжуючи радянську традицію, сучасні довідники адміністративно-територіального устрою, у тому числі портал Верховної ради України, вказують датою заснування села рік його перейменування — 1946 р.

## Населення
Згідно з переписом УРСР 1989 року чисельність наявного населення села становила 289 осіб, з яких 138 чоловіків та 151 жінка.
За переписом населення України 2001 року в селі мешкало 266 осіб.

### Мова
Розподіл населення за рідною мовою за даними перепису 2001 року:
| Мова       | Відсоток |
| ---------- | -------- |
| українська | 99,25 %  |
| російська  | 0,75 %   |